# 미하일 호로브리트

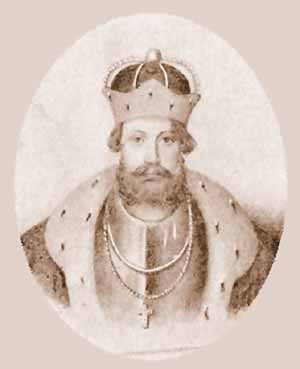
미하일 호로브리트

미하일 야로슬라비치 호로브리트(러시아어: Михайл Ярославич Хоробрит, 생년 미상 ~ 1248년 1월 5일)는 블라디미르 대공국의 대공(재위: 1248년)이다. 류리크 왕조 출신이다.

## 생애
야로슬라프 2세 대공의 아들로 태어났으며 알렉산드르 넵스키 대공의 형제이다. 1246년부터 1248년까지 모스크바 대공을 역임했다. 1248년 스뱌토슬라프 3세 대공을 유리예프폴스키로 추방시키고 블라디미르 대공으로 즉위했다. 1248년 1월 15일 리투아니아의 민다우가스(Mindaugas) 국왕과의 프로트바(Protva) 전투에서 전사했다.
| 전임 스뱌토슬라프 3세 | 블라디미르 대공 1248년 | 후임 안드레이 2세 |